# 李珍妮
李珍妮（1974年5月26日—），台灣名媛，現改名為李采崴。

## 生平
格里菲斯大學資訊管理碩士。
曾任力捷電腦（力廣科技）工程師、力世管理顧問公司專案經理，現任GTZ Fashion Group執行長。

## 感情生活
曾與聯電集團榮譽副董座宣明智、衣架小開陳友亮、開發金副董事長吳春台傳出緋聞；感情方面目前單身未婚, 育有一女。